# 石門山摩崖造像
石門山摩崖造像位於重慶市大足区石马镇石门村（原新胜村，位于城区东20公里），主要开凿于北宋绍圣至南宋绍兴二十一年之间（1094~1151年），是世界文化遗产大足石刻的重要组成部分，为释、道合一造像区，尤以道教造像最具特色。
1999年12月1日作为大足石刻的组成部分，被列入世界文化遗产。1996年11月20日列為第四批全國重點文物保護單位，歸入寶頂山摩崖造像。

## 石刻分布
石门山因有大石夹峙如门故名，造像崖面全长71.8米，高3.4-5米，共有300余造像，通编为16号，其中有造像12龛，宋碑2通，民国年间碑刻1通。
- 第1号药师佛龛。高1.64米，宽1.11米，深1.53米，中刻药师佛，两旁各立1僧。左右壁各立1菩萨，龛下刻10神将，左侧外壁镌记“岁辛未绍兴十一年廿七记镌匠蹇忠进刻住持文道盛书”。
- 第2号玉皇龛。高0.82米，宽0.93米，深0.39米。左右外壁刻千里眼、顺风耳2神将，体魄强壮。[7]
- 第3号释迦佛龛。高1.4米，宽1.15米，深0.8米。
- 第4号水月观音龛。高1.32米，宽1.09米，深0.24米。[8]
- 第5号接引佛龛。清乾隆五十年（1785年）刻，高2.5米，宽0.94米，深0.3米。
- 第6号西方三圣和十圣观音窟。高3.02米，宽3.50米，深5.79米。正壁刻无量寿佛坐莲台，其左为正法明王观音，其右为大势王。窟左壁自内至外依次为男供养人、宝瓶观音、宝篮手观音、经卷观音、宝扇观音、甘露玉观音、功德人像。右壁自内至外依次为女供养人、荷花手观音、宝镜观音、莲花手观音、如意观音、数珠观音、献珠龙女。
- 第7号独脚五通大帝龛。高2.8米，宽1.24米，深0.39米。五通大帝左脚独立于风火轮上，身高1.87米。
- 第8号孔雀明王经变龛。高3.18米，宽3.12米，深2.31米。中有孔雀明王坐于孔雀所驮莲台上，左壁有阿修罗与帝释天战斗图，右壁刻有比丘求法图。
- 第9号诃利帝母龛。高1.63米，宽2.13米，深0.74米。
- 第10号三皇窟。高3.01米，宽3.9米，深7.8米。正壁刻三皇坐像。
- 第11号东岳大帝宝忏变相图（东岳大帝淑明皇后龛）。[9]
- 第13号山王、地母龛。高0.85米，宽1.47米，深0.32米。

## 文物被盗
2004年2月11日，石门山摩崖造像6号龛杨柳观音与7号龛五通大帝的头像被发现盗割，其中五通大帝头像原被毁，为后世用泥重塑。其中一尊于2009年8月被重庆警方于被调查的前重庆市公安局常务副局长、司法局局长文强家中发现。